# Жульєн Офре де Ламетрі
Жульєн Офре де Ламетрі (фр. Julien Offray de La Mettrie, 23 листопада 1709 — 11 листопада 1751) — французький медик і філософ епохи Просвітництва, прибічник сенсуалізму в теорії пізнання, відомий своєю книгою «Людина-машина» (L'Homme machine), в якій він порівняв людину із механізмом. Вважається першим типовим представником «механістичного матеріалізму», а в деяких працях його філософія класифікується як «епікуро-картезіанство», через сильний вплив, який на нього призвели такі філософи, як Епікур та Рене Декарт.

## Біографія
Народився Жульєн у маленькому містечку Сен-Мало на західному узбережжі Франції Його батьком був заможний торгівець. Вчився майбутній філософ у престижних французьких коледжах, зокрема й у паризькому д'Аркурі.
У 1726 де Ламетрі вступає до медичного факультету Паризького університету, де протягом 6 років вивчає анатомію і хірургію. У 1733 років він успішно складає екзамени та отримує звання бакалавра., а через декілька місяців — доктора медицини. У 1733 році Ламетрі вирішив продовжити навчання у голландському місті Лейден. Тут з 1733 по 1735 роки Жюльєна навчався під керівництвом відомого голландського лікаря Германа Бургаве.
У 1735 році молодий лікар повертається до Сан-Мало, де відкриває власну практику у міській лікарні. разом з тим Ламетрі займається науковою діяльністю. Серед його праць — брошури стосовно венеричних захворювань, трактати щодо віспи, засобів збереження здоров'я та продовження життя. Все це створило Ламетрі репутацію висококваліфікованого лікаря, що дозволила йому посісти високу для тодішньої Франції посаду — домашнього лікаря герцога де Граммона й одночасно лікаря його гвардійського полку. На цій посаді Ламетрі також брав участь у війні за австрійську спадщину.
У 40-х роках Ламетрі активно займається публіцистикою, де висміює лікарів-шарлатанів, облуду лікарів.
Тоді ж він починає писати філософські трактати, які негативно були сприйняті у Франції. Тож Ламетрі змушений був утікати з країни. Прихисток він знайшов у короля Пруссії Фрідріха II Гогенцолерна.

## Філософія
На думку Ламетрі людина — це настільки складна машина, що неможливо скласти щодо неї чітке уявлення. Тільки шляхом дослідження, тобто намагаючись знайти душу в органах тіла, можливо досягти максимального ступеня достовірності.
Різні стани душі завжди відповідають аналогічним станам тіла. Наша енергія, почуття та розум — такі ж складні частини, як і деталі механізму.
Ламетрі вибудував логічний ланцюжок: люди мають почуття та інстинкти для розвитку розуму — розум накопичує знання — завдяки знанням мозок наповнюється уявленнями, для сприйняття яких природа надала всі умови.
У всьому живому світі головує лише природний закон. Якби не існувало релігійного фанатизму, не було б війн, а природа повернула собі свої права й чистоту.

## Основні твори
- «Трактат щодо душі»
- «Людина-машина»
- «Людина-рослина»
- «Анти-Сенека, або Роздуми стосовно щастя».
- «Про волю висловлювання думок».
- «Система Епікура».